# ČSA-Flug 584
Der ČSA-Flug 584 (Flugnummer: OK584, Funkrufzeichen: CSA LINES 584) war ein internationaler Linienflug der Československé Aerolinie (ČSA) von Prag nach Tel Aviv mit planmäßigen Zwischenstopps in Rom und Athen. Am 21. Dezember 1948 verirrten sich auf diesem Flug die Piloten einer Douglas DC-3/C-47A-20DK auf dem Ende des zweiten Flugabschnitts und flogen die Maschine nach einem Irrflug im griechischen Luftraum bei Pylos gegen einen Berg, wobei alle 24 Insassen an Bord der Maschine starben.

## Maschine
Bei dem Flugzeug handelte es sich um eine Douglas DC-3/C-47A-20DK, die während des Zweiten Weltkrieges im Werk der Douglas Aircraft Company gebaut und 1944 mit der Werknummer 12894 und dem militärischen Luftfahrzeugkennzeichen 42-93028 an die United States Army Air Forces (USAAF) ausgeliefert wurde. Nach dem Krieg wurde die Maschine als Überbestand der USAAF kategorisiert und ausgeflottet. Die Maschine kam anschließend im Jahr 1946 zu der ČSA Československé Aerolinie, bei der sie zur zivilen Maschine umgebaut wurde und mit dem neuen Luftfahrzeugkennzeichen OK-WDN den Betrieb aufnahm. Am 14. April 1947 fand der erste Start auf dem Territorium der Tschechoslowakei statt. Das zweimotorige Mittelstreckenflugzeug verfügte über 21 Sitzplätze für Passagiere und wurde von zwei Doppelsternmotoren Pratt & Whitney R-1830-92 Twin Wasp mit je 1.200 PS Leistung angetrieben.

## Besatzung und Passagiere
Den Flug auf dem betroffenen Flugabschnitt hatten 19 Passagiere angetreten. Es befand sich eine fünfköpfige Besatzung an Bord. Flugkapitän war der 32-jährige Václav Foglar, Erster Offizier der 24-jährige Miroslav Churán. Beide waren im Zweiten Weltkrieg Kampfpiloten bei der Royal Air Force gewesen. Bordfunker und Navigator war der 39-jährige Jaroslav Kuchař, Flugmechaniker der 41-jährige Karol Hudeček und Flugbegleiterin die 30-jährige Vlasta Božinova. Božinova war eine der ersten vier tschechoslowakischen Flugbegleiterinnen überhaupt.

## Unfallhergang
Der Flug startete um 11:46 Uhr in Prag. Der Flugplan sah einen Sichtflug vor, aber angesichts der erwarteten meteorologischen Bedingungen und der Tatsache, dass er im Dunkeln stattfand, wäre es sicherer und angemessener gewesen, einen Instrumentenflug durchzuführen. Auf der ersten Flugstrecke passierte nichts Außergewöhnliches, außer dass das Flugzeug mit leichter Verspätung in Rom abflog. Als Nächstes sollte die Maschine dem Flugplan zufolge die Adria überfliegen und über dem Golf von Korinth (also zwischen dem Peloponnes und dem europäischen Festland) nach Athen fliegen. Laut den griechischen NOTAM war der Kapitän nicht berechtigt, diesen Korridor zu ändern. 
Auf dem Flugabschnitt von Rom nach Athen beschloss der Kapitän vermutlich wegen des schlechten Wetters und der aufkommenden Dämmerung Athen nicht direkt anzufliegen, sondern dem Sturm durch eine Umrundung des Peloponnes auszuweichen. Dies tat er, ohne die Athener Flugsicherung über seine Absicht zu informieren. Allmählich verlor er offenbar völlig die Orientierung, da er Positionen meldete, die später als unmöglich bewertet wurden. Er bat immer wieder die Flugsicherung in Athen, seine Position zu bestätigen und ließ die Maschine auf etwa 1 km sinken, um unter die Wolkendecke zu gelangen. Die Maschine kreiste über Kalamata im Südwesten von Peloponnes. Die Funkverbindung mit der Flugsicherung in Athen ging allmählich verloren, der Kapitän feuerte noch mehrere rote Leuchtraketen als Notsignal ab, weil die Notrufe von Athen nicht mehr gehört wurden. Die letzte aufgezeichnete Nachricht mit dem Fluglotsen war eine Anweisung um 16:40 UTC, auf 10.000 Fuß (3.000 Meter) zu steigen. Zum Unfallzeitpunkt fand in der Unfallregion ein Militärmanöver statt. Bei voller Reisegeschwindigkeit, Dunkelheit und während des Durchfliegens der Wolkendecke prallte das Flugzeug in einer Höhe von 1.200 m nahe Pylos, 22 Kilometer südöstlich von Kalamata gegen einen Berg im Taygetos-Gebirge. Das Flugzeug brach auseinander, ein Feuer brach aus und alle Menschen an Bord starben auf der Stelle. 
Es wurde eine Suche nach dem Flugzeug gestartet, aber es dauerte zwei Tage, bis das Wrack entdeckt wurde, und einen weiteren Tag, bis Rettungsteams mit Unterstützung des Militärs die Unfallstelle erreichten, nachdem diese von einem Aufklärungsflugzeug des amerikanischen Militärs geortet wurde. Retter trafen am 23. Dezember unter Militärschutz am Unfallort ein und fanden alle Personen an Bord tot und ausgeraubt vor.

## Ursache
Da in Griechenland zu dieser Zeit ein Bürgerkrieg herrschte, gab es Spekulationen, dass das Flugzeug vom Boden abgeschossen worden war, nachdem kommunistische Aufständische die abgefeuerten Leuchtraketen fälschlicherweise als Bedrohung interpretiert hatten. Beweise, die diese Hypothese bestätigen, wurden jedoch nicht gefunden.
Eine weitere Theorie besagte, dass kommunistische Aufständische gedacht hätten, das Flugzeug würde Waffen abwerfen und Fackeln angezündet hätten, um einen Landeplatz für Fallschirme zu signalisieren. Der Pilot hätte gedacht, die Fackeln würden eine Notlandebahn umreißen und habe die Maschine gegen den Berg gesteuert.